# Apteronotus ellisi
Apteronotus ellisi is een straalvinnige vissensoort uit de familie van de staartvinmesalen (Apteronotidae). De wetenschappelijke naam van de soort is voor het eerst geldig gepubliceerd in 1957 door Alonso de Arámburu.